# Denílson Pereira Neves
Denílson Pereira Neves (* 16. Februar 1988 in São Paulo) ist ein brasilianischer Fußballspieler. Seit Juli 2018 ist er ohne Kontrakt.

## Karriere
Nach einem einjährigen Profi-Engagement beim FC São Paulo wechselte Denílson im September 2006 für 3,4 Millionen Pfund in die Premier League zum FC Arsenal. Zur Saison 2011/12 wurde Denílson an den FC São Paulo ausgeliehen. Am 6. Juli 2012 wurde die Leihe um ein Jahr verlängert. Nachdem sein zum 30. Juni 2013 auslaufender Vertrag bei Arsenal nicht verlängert wurde, wurde er fest vom FC São Paulo verpflichtet. Denílson unterschrieb einen neuen Vertrag bis Ende 2017.

## Erfolge
- FIFA Klub-Weltmeisterschaft: 2005
- Staatsmeisterschaft von São Paulo: 2005
- FIFA U17-Fußball-Weltmeisterschaft: Vizeweltmeister 2005